# Trichoscelia varia
Trichoscelia varia is een insect uit de familie van de Mantispidae, die tot de orde netvleugeligen (Neuroptera) behoort. 
Trichoscelia varia is voor het eerst wetenschappelijk beschreven door Walker in 1853.